# Ляндек
Ляндек (пол. Landek) — село в Польщі, у гміні Ясениця Бельського повіту Сілезького воєводства.
Населення — 550 осіб (2011).
У 1975-1998 роках село належало до Бельського воєводства.

## Демографія
Демографічна структура станом на 31 березня 2011 року:
|          | Загалом | Допрацездатний вік | Працездатний вік | Постпрацездатний вік |
| -------- | ------- | ------------------ | ---------------- | -------------------- |
| Чоловіки | 272     | 58                 | 186              | 28                   |
| Жінки    | 278     | 54                 | 170              | 54                   |
| Разом    | 550     | 112                | 356              | 82                   |